# نخست‌وزیر جایگزین اسرائیل
نخست‌وزیر جایگزین اسرائیل (انگلیسی: Alternate Prime Minister of Israel، عبری: ראש הממשלה החליפי‎، ت. «Rosh ha-memshela ha-Halifi») معاون بالفعل نخست‌وزیر اسرائیل و دومین وزیر عالی‌رتبه کابینه اسرائیل است که برای جایگزینی نخست‌وزیر اسرائیل در یک دولت چرخشی تعیین می‌شود. این سمت به صورت دوژور برای حل بحران سیاسی اسرائیل در سال‌های ۲۰۱۸-۲۰۲۲، در کنار مکانیسم رسمی چرخش دولت جایگزین، ایجاد شد. این سمت به صورت دفاکتو در دولت چرخشی ۱۹۸۴-۱۹۸۸ وجود داشت که بر اساس یک توافق چرخشی غیر الزام‌آور تأسیس شد. طبق قانون اساسی: دولت، سوگند دولت شامل یک تاریخ هدف برای نخست‌وزیر و نخست‌وزیر جایگزین برای تغییر پست‌هایشان است. وزرای دولت یا به نخست وزیر یا به نخست وزیر جایگزین گزارش می‌دهند، و نخست وزیر نمی‌تواند وزرای کابینه را که به نخست وزیر جایگزین گزارش می‌دهند، بدون رضایت نخست وزیر جایگزین، برکنار کند.
آخرین نخست وزیر جایگزین، نفتالی بنت بود که از ۱ ژوئیه تا ۸ نوامبر ۲۰۲۲ خدمت کرد.